# Polystachya longiscapa
Polystachya longiscapa là một loài thực vật có hoa trong họ Lan. Loài này được Summerh. miêu tả khoa học đầu tiên năm 1934.